# Системные часы

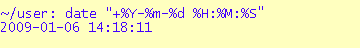
Команда date в UNIX

Систе́мные часы́ — специальное энергонезависимое устройство в составе компьютера для отсчёта времени, работающее даже при выключенном компьютере.
Современные компьютеры используют часы реального времени, доступ к которым возможен с помощью утилит, либо через экран настройки BIOS, в ходе загрузки операционной системы.
Системные часы инициализируются от аппаратных при загрузке операционной системы, и далее системное время поддерживаются с помощью регулярных прерываний от таймера. Например, в системе Linux текущее время можно узнать в командной строке с помощью команды date, а показания аппаратных часов — hwclock. Для установки времени по локальной сети или через Интернет может использоваться протокол NTP. Разные операционные системы могут устанавливать системные часы в соответствии с локальным временем. В операционной системе GNU/Linux по умолчанию подразумевается, что часы установлены в соответствии с UTC — всемирным координированным временем — в отличие от Windows, в том числе последних на декабрь 2020, а уже показания времени в пользовательском интерфейсе зависят от выбранной временной зоны.
Точность времени зависит от многих факторов, таких как состояние аккумулятора, типа микросхемы и т. п. В случае сбоя питания дата и время обычно устанавливаются на год выпуска версии BIOS.